# Thảo Nhi Lê
Lê Thảo Nhi (sinh ngày 1 tháng 11 năm 1994 tại Đức), thường được biết với nghệ danh Thảo Nhi Lê, là một á hậu, doanh nhân, người mẫu và nhà sáng tạo nội dung người Đức gốc Việt. Năm 2022, Thảo Nhi tham gia và đạt ngôi vị Á hậu 1 Hoa hậu Hoàn vũ Việt Nam 2022, trước đó cô từng là Á hậu 1 Hoa hậu người Việt tại châu Âu 2011.

## Tiểu sử
Lê Thảo Nhi ra đời vào ngày 1 tháng 11 năm 1994 tại thành phố Ulm, Cộng hoà Liên bang Đức, là con cả trong gia đình có cha mẹ là người gốc Hà Nội. Tốt nghiệp trung học phổ thông, thay vì vào thẳng đại học, cô đã thuyết phục bố mẹ và đến Việt Nam để tìm ra hướng đi mà mình thật sự muốn và cuối cùng cô quyết định theo đuổi lĩnh vực thời trang. Sau khi tốt nghiệp chuyên ngành Thời trang bán lẻ quốc tế thuộc Đại học Reutlingen, cô quyết định quay lại Việt Nam và sinh sống tại Thành phố Hồ Chí Minh để xây dựng sự nghiệp vào năm 2018.

## Sự nghiệp sắc đẹp
Năm 2011, Thảo Nhi tham gia cuộc thi Hoa hậu người Việt tại châu Âu.
Năm 2022, Thảo Nhi đăng ký tham gia cuộc thi Hoa hậu Hoàn vũ Việt Nam và giành vị trí Á hậu 1 chung cuộc bên cạnh Hoa hậu Nguyễn Thị Ngọc Châu và Á hậu 2 Huỳnh Phạm Thủy Tiên.. Ban đầu, cô được chỉ định danh hiệu là "Miss Universe Vietnam 2023" và sẽ là đại diện Việt Nam tham dự Hoa hậu Hoàn vũ 2023, nhưng do Unicorp (đơn vị tổ chức cuộc thi Hoa hậu Hoàn vũ Việt Nam) và tổ chức Miss Universe Vietnam (đơn vị giữ quyền cử thí sinh Việt Nam dự thi hiện tại) không đạt được thỏa thuận về chuyển quyền quản lý, nên cô sẽ không tham gia.

## Sự nghiệp kinh doanh
Trở về Việt Nam lần đầu tiên trước khi theo học đại học, Lê Thảo Nhi thử sức ở nhiều công việc khác nhau trong lĩnh vực thời trang, bao gồm nhà tạo mẫu ở tạp chí Đẹp và tiếp thị trực tuyến tại Zalora. Trong thời gian đi học, Nhi theo đuổi công việc influencer. Đầu năm 2018, Lê Thảo Nhi trở về Việt Nam lần thứ hai và thành lập thương hiệu thời trang riêng Daphale Studios.

## Đời tư
Thảo Nhi Lê từng có khoảng thời gian hẹn hò với CEO người Đức gốc Việt sinh năm 1990 – Huy Trần khi cả 2 còn sinh sống tại Đức, nhưng sau đó cả 2 đã chia tay vào năm 2019.
Tháng 7 năm 2020, Thảo Nhi công khai bạn trai mới tên Nguyễn Bảo Long, anh hiện đang làm chủ một quán bar ở Thành phố Hồ Chí Minh và kinh doanh trong lĩnh vực nhà hàng.

## Bê bối
Ngày 27 tháng 7 năm 2023, Thảo Nhi Lê vướng phải luồng chỉ trích mạnh mẽ sau việc viết bài khen ngợi nội dung và thể hiện cảm xúc buồn khi Nàng Barbie bị cấm chiếu tại Việt Nam. Đây là phim điện ảnh Mỹ gây tranh cãi và bị tẩy chay dữ dội về một phân cảnh liên quan đến đường chín đoạn – đường phân giới thể hiện yêu sách lãnh thổ của Trung Quốc và Đài Loan tại Biển Đông. Thảo Nhi Lê đã gửi lời xin lỗi ngay sau đó.

## Thành tựu
- Lê Thảo Nhi đã ba lần liên tiếp này của lọt vào bảng xếp hạng 100 gương mặt nữ đẹp nhất thế giới do TC Candler bình chọn, lần lượt với các thứ hạng 81 (năm 2020), hạng 67 (năm 2021) và lần gần đây nhất là hạng 57 (năm 2022).[20]
- Á hậu 1 Hoa hậu người Việt tại châu Âu 2011
- Á hậu 1 Hoa hậu Hoàn vũ Việt Nam 2022
  - Giải phụ: Best English Skill